# La Palma (revista)
La Palma va ser una revista literària mallorquina representativa de les noves sensibilitats estètitiques i literàries i ja amb un cert segell d'inspiració romàntica. El seu primer número va aparèixer el 4 d'octubre de 1840. Era de periodicitat setmanal i sols se'n publicaren trenta números i se subtitulà Semanario de Historia y Literatura. Va ser una publicació de curta durada, però oberta i digna, redactada en castellà, però alhora generadora d'un impuls intel·lectual renaixentista. Pot ser adscita al romanticisme històric conservador. S'edità a la impremta de Joan Guasp. El 4 d'octubre de 1890, en ocasió del cinquntè aniversari de la fundació, fou reeditada i n'aparegué el número 31, en el qual hi col·laboraren Josep Maria Quadrado, Joan Alvover, Miquel Costa i Llobera, Miquel dels Sants Oliver, Tomàs Forteza i Cortès, Joan Palou i Coll, Mateu Obrador i Bennàssar i Estanislau de Kostka Aguiló. El 1950, Gaspar Sabater va publicar l'estudi La Palma. Palma 1840-1841.

## La Palmai la Renaixença a Mallorca
Josep Melià va escriure que aquesta cosa tan convencional que en diuen Renaixença es va produir a Mallorca entre el 1840 (l'any d'aparició de la revista) i el 1904 (els Jocs Florals a Palma). En la seva primera etapa la Renaixença, segons Melià, es limità a comprovar un fet: que a Mallorca és prossible que la literatura, que la cultura, transcendeixi a sectos socials nous i més amplis que en el passat. La cultura arriba ara a la petita clase social dels propietaris rurals, als botiguers i funcionaris. Per tant, el procés cultural renaixentista va unit a un procés de canvi socioeconòmic que amplia l'abast de la cultura en general en el si de la societat mallorquina.
El romanticisme, tal com l'introduí la revista La Palma, va ser un romanticisme conservador mantenidor de l'escala de valors tradicional i catòlic a ultrança, que serà al capdavall, malgrat les tensions que encara han d'enregistrar-se, el tonificador d'una Renaixença moderada El romanticisme de La Palma, doncs, es tracta d'un romanticisme de to arqueològic, moralista i que revaloritza la tradició de la literatura popular, encara que se sol expressar en castellà.

## Els contenguts
Redactada del tot en castellà, La Palma és una expressió d'un moviment ideològic que havia de fer possible la Renaixença. En els seus 30 números, fins al 3 de maig de 1841, la revista marca una línia de pensament. Ja ho diuen els fundadors jamás transigiremos en lo que afecta a la moralidad i a la religión. Un cop feta aquesta proclama, no fa falta dir que La Palma és lluny del que foren El Vapor o El Europeo. Al cap i a la fi, la imatge que ens ha arribat és la dels seus propis creadors. per tant l'embranzida renaixentista va existir, però era escassa, moderada i conservadora. A la revista La Fe (1844-46), dirigida per Josep Maria Quadrado ja no hi haurà valors renaixentistes ni regionalistes. Per tant, a La Palma hi hauria poc de verament renaixentista. Si de cas l'afirrmació més pròpia seria de publicació renaixentista.
La Palma va dedicar atenció a la història de Mallorca, a la literatura, a les seves tradicions i cultura popular, a la seva literatura medieval. Destaquen alguns articles de Josep Maria Quadrado com Palma en el siglo XV i la sèrie de cinc treballs sobre De las Comunidades en Mallorca i Poetas mallorquines. També són interessants els article d'Antoni Maria de Montis sobre costums mallorquins. La literatura de creació anava de banda de Tomàs Aguiló i Forteza. Mentrestant també parlava de les òperes de Bellini, de Victor Hugo, Lamartine, Manzoni, Byron Corneille, Racine, i Schiller. Els fundadors d'aquesta publicació varen ser Josep Maria Quadrado, Antoni Montis i Tomàs Aguiló i Forteza. Excepcionalment inclogué dues col·laboracions de Gabriel Rosselló i Jaume Pujol (aquest darrer publicà l'article De los dialectos considerados coin relación a la literatura, inicialment atribuït a Josep Maria Quadrado, en el qual condemnava les possibilitats de la llengua i la literatura catalana.

## Enllaços extrens
- La Palma a la Biblioteca Virtual de Premsa Histórica